# Ecyrus albifrons
Ecyrus albifrons är en skalbaggsart som beskrevs av Chemsak och Linsley 1975. Ecyrus albifrons ingår i släktet Ecyrus och familjen långhorningar.
Artens utbredningsområde är Costa Rica. Inga underarter finns listade i Catalogue of Life.